# Indiai Űrkutatási Szervezet
Az Indiai Űrkutatási Szervezetet (angolul: Indian Space Research Organisation, ISRO) az Indiai Köztársaság kormánya felügyeli és finanszírozza, 1969. augusztus 15-én alapították. Az ázsiai országok közül harmadikként érték el a világűr határát, és juttattak föld körüli pályára műholdat.

## Föld körüli műholdak
Felismerték, hogy korszerű űrkutatási eszközök segíthetik a mezőgazdaság fejlesztését, az ásványkutatást, a meteorológiai adatok gyűjtését. Az 1970-es évektől több mint hét évig tartó fejlesztési erőfeszítések – 1200 tudósból, mérnökből, technikusból csak 20-an tanultak külföldön – eredményeként Indiának önálló hordozóeszközt állítottak elő. A tervezési, gyártási körülmények mostohák voltak. Nem voltak elektronikus számítógépeik, csak mechanikus számológépek, lyukkártyás rendszerrel, ami nagyon lassú volt. A hajtóanyag stabilitásának kísérletei egy fészerben, 40 C°-os hőmérsékleten történtek. A tudósok, mérnökök istállóban végezték munkájukat.[forrás?]
Űrközpontja Sarabha. Rakétakilövő bázisai: a központi Satish Dhawan űrközpont, Thumba (egyenlítői telepítéssel) és Tiruvanántapuram, ahonnan a szovjet M–100 és a francia Dragon típusú magaslégköri kutatórakétákat indították.
Az ISRO fő kutatási-fejlesztési területei a távközlés, az egészségügy, az oktatás és a környezetvédelem. 20 éves távlatban a Naprendszer kutatásához elengedhetetlen az emberi jelenlét a világűrben. 2006-ban az emberes űrrepülés programját 2014-re tervezték, a Holdra küldés lehetőségét 2020-ig kívánják megvalósítani.
1973-ban megkezdték az első műhold, az Árjabhata (műhold) terveinek kidolgozását, melyet államközi egyezmény alapján 1975. április 19-én a Szovjetunió az Interkozmosz keretében felbocsátott.
1975-ben a világ első oktatási műholdja (ATS–6), a világ első kísérleti Direct Broadcast Satellite részeként televíziós oktatást biztosító műhold, a NASA és ISRO együttműködésében. Fő célja volt, hogy az irányítható nagy antennáról a földi, 3 méter átmérőjű antennák jó televíziós közvetítést kapjanak.
Az első saját eszközökkel pályára állított műhold a Rohini–1 volt, melyet 1980. július 18-án az indiai fejlesztésű SLV–3 hordozórakéta rakéta emelt magasba.

## Űrszondák

### Holdkutatás
A Csandrajáan–1 volt az első, indiaiak által indított Hold-szonda. Az űreszközt 2008. október 22-én bocsátották fel. 2019. július 14-én tervezik indítani a második holdszondát, a Csandrajáan–2-t.

### Marskutatás
Az első indiai marsszonda, a Mars Orbiter Mission, 2013. november 5-én indult. Megérkezése után Mars körüli pályáról vizsgálja a bolygót.

## Űrrepülés
1984-ben Rakesh Sharma India első űrhajósaként a Szojuz T–11 fedélzetén indulva a Szaljut–7 űrállomáson dolgozhatott.
Az ISRO céljai közt szerepel az emberes űrrepülés megvalósítása is. 2006-ban fejlesztésnek indult a GSLV (Geosynchronous Satellite Launch Vehicle) hordozórakéta átalakítása, a visszatérés technikájának kidolgozása. A GSLV Mk III akár 10 tonna hasznos tömeg alacsony pályára való juttatására is alkalmas lesz. Megkezdték az emberes program előkészületeit, űrhajósjelöltek kiválasztásával és képzésével, műszaki fejlesztésekkel, az űrügynökség alkalmazotti létszámának növelésével.

## Külső hivatkozások
- ISRO. spacefacts.de. [2009. október 27-i dátummal az eredetiből archiválva]. (Hozzáférés: 2014. március 23.)
- Indian Space Research Organisation: Milestones. [2010. augusztus 15-i dátummal az eredetiből archiválva]. (Hozzáférés: 2010. július 30.)
- ISRO. urvilag.hu. (Hozzáférés: 2014. március 26.)